# Wyciąże (gromada)
Wyciąże – dawna gromada, czyli najmniejsza jednostka podziału terytorialnego Polskiej Rzeczypospolitej Ludowej w latach 1954–1972.
Gromady, z gromadzkimi radami narodowymi (GRN) jako organami władzy najniższego stopnia na wsi, funkcjonowały od reformy reorganizującej administrację wiejską przeprowadzonej jesienią 1954 do momentu ich zniesienia z dniem 1 stycznia 1973, tym samym wypierając organizację gminną w latach 1954–1972.
Gromadę Wyciąże z siedzibą GRN w Wyciążach (obecnie w granicach Krakowa) utworzono – jako jedną z 8759 gromad na obszarze Polski – w powiecie krakowskim w woj. krakowskim, na mocy uchwały nr 22/IV/54 WRN w Krakowie z dnia 6 października 1954. W skład jednostki weszły obszary dotychczasowych gromad Wyciąże, Kościelniki, Przylasek Wyciąski, Przylasek Rusiecki i Wolica ze zniesionej gminy Ruszcza w tymże powiecie. Dla gromady ustalono 27 członków gromadzkiej rady narodowej.
13 listopada 1954 (z mocą od 1 października 1954) gromada weszła w skład nowo utworzonego powiatu proszowickiego.
1 stycznia 1956 gromadę włączono z powrotem do powiatu krakowskiego.
30 czerwca 1960 do gromady Wyciąże przyłączono wieś Wróżenice ze znoszonej gromady Czulice.
Gromada przetrwała do końca 1972 roku, czyli do kolejnej reformy gminnej. Większość jej obszaru włączono do Krakowa (Wyciąże, Kościelniki, Przylasek Wyciąski, Przylasek Rusiecki i Wolica), oprócz Wróżenic, które włączono do nowo utworzonej gminy Kocmyrzów-Luborzyca (Wróżenice włączono do Krakowa 13 lat później, 1 stycznia 1986).